# Rishageröd
Rishageröd är en bebyggelse väster om Göta älv i Hjärtums socken i Lilla Edets kommun. Från 2023 avgränsar SCB här en småort.